# Diego Barreto
Diego Barreto (Lambaré,  16 de julio de 1981) es un exfutbolista paraguayo que se desempeñaba como arquero. Actualmente es director de selecciones juveniles de la selección de fútbol de Paraguay. Es hermano mayor del mediocampista Edgar Barreto.

## Carrera
Debutó en Cerro Porteño en 2003 en el fútbol Paraguayo contra el Club Olimpia.
Es destacado por su gran agilidad, elasticidad, velocidad, capacidad de estiramiento y los reflejos que posee. Ganó el torneo absoluto del 2004 de la Primera División de Paraguay y el torneo apertura 2005. A mediados ese mismo año es transferido al  Almería, en donde tuvo un inconveniente judicial al vender su pase a dos equipos de la liga española.
A inicios del 2006 regresa a Cerro Porteño y obtiene el subcampeonato. A mediados del 2007 es transferido a Newell's Old Boys de Argentina. A fines del 2008 va a Suiza para jugar por el FC Locarno en el cual disputó tan solo un partido recibiendo 4 goles.
A comienzos del 2009 retorna al fútbol paraguayo para jugar por el Sol de América teniendo una muy buena actuación en el Torneo Apertura, en julio retorna a Cerro Porteño donde debe disputar la titularidad con Ezequiel Medrán donde gana fácilmente, se destacó principalmente en el campo internacional teniendo una gran campaña en la Copa Sudamericana.
En el 2011 con el brazalete de capitán llega a las semifinales de la Copa Libertadores contra el Santos. Ahí en el último partido de la serie, en una jugada poco complicada entre Neymar y el defensor Pedro Benítez comete un error inolvidable para la afición paraguaya que tuvo una repercusión internacional y del cual el propio Barreto nunca pidió disculpas a la afición cerrista.
En el 2012, año del centenario del Club Cerro Porteño sale campeón en una histórica campaña superando en la última fecha a Olimpia; a comienzos del 2013 sufre una lesión y pierde la titularidad ante Roberto Junior Fernández.
A mediados del 2014 regresa a la titularidad aprovechando la partida del golero titular Roberto Junior Fernández, en el 2015 vuelve a salir campeón con Cerro Porteño en el Torneo Apertura.
A finales de junio de 2015, tras finalizar su contrato con Cerro Porteño, sorprende a todos al fichar por el archirrival Club Olimpia, en una de las contrataciones más grandes del fútbol paraguayo, protagonizando luego una notable campaña en el Torneo Clausura consiguiendo el título de ese año: lo celebra con toda la barra del Olimpia trepando las rejas. Llegó a declarar que "Cerro es cosa de puercos" por el trato que recibió de parte del Pdte. Zapag (Pase del Infierno al Cielo).
El 27 de mayo de 2018, siendo arquero del General Díaz, fue abucheado al unísono en La Nueva Olla, estadio de Cerro Porteño. Su ingreso al campo de juego fue amenizado con la canción "Mariposa Traicionera" de Maná desde los parlantes del estadio. La canción responde al mote que el futbolista se habría ganado en Barrio Obrero tras su muy cuestionado paso al Olimpia en el 2015.
Al final de la temporada 2018 no renovó con Club General Díaz porqué arregló su vínculo por dos temporadas con el Sportivo Luqueño, donde sólo disputó 14 partidos en toda la temporada 2019, no siendo tenido en cuenta en lo que se refiere a la temporada 2020, por lo que anunció su retiro del fútbol activo y se unió al cuerpo técnico de Julio Doldan como entrenador de arqueros en el Club General Díaz en la temporada 2020 de la División de Honor.
Tras el nombramiento de Aldo Bobadilla  como Técnico de la Selecciones Menores pasó a integrar parte de su directiva como director de selecciones menores de la selección paraguaya.

## Selección nacional
Ha sido internacional con la selección de Paraguay a partir de 2001 siendo parte de la selección sub-20. Es con la selección sub-23 que alcanzó su mayor relevancia al disputar el Torneo Olímpico de Fútbol masculino en 2004 llegando a la final logrando la presea plateada.
Fue parte de los 23 mundialistas de la Copa Mundial de Fútbol de 2010 y del plantel que llegó a la final de la Copa América 2011.
Empezó siendo arquero titular en las eliminatorias Brasil 2014 en los primeros cuatro encuentros, luego retornó ante Uruguay y Ecuador.

### Participaciones en Copas del Mundo
| Mundial              | Sede      | Resultado        |
| -------------------- | --------- | ---------------- |
| Copa Mundial de 2010 | Sudáfrica | Cuartos de final |

### Participaciones en Copa América
| Copa                    | Sede           | Resultado        |
| ----------------------- | -------------- | ---------------- |
| Copa América 2004       | Perú           | Cuartos de final |
| Copa América 2011       | Argentina      | Subcampeón       |
| Copa América Centenario | Estados Unidos | Fase de grupos   |

### Participaciones en Juegos Olímpicos
| Juegos                | Sede   | Resultado        |
| --------------------- | ------ | ---------------- |
| Juegos Olímpicos 2004 | Atenas | Medalla de Plata |

## Clubes

### Futbolista
| Club                    | País      | Año         |
| ----------------------- | --------- | ----------- |
| Cerro Porteño           | Paraguay  | 2003 - 2005 |
| Unión Deportiva Almería | España    | 2005        |
| Cerro Porteño           | Paraguay  | 2006 - 2007 |
| Newell's Old Boys       | Argentina | 2007        |
| Cerro Porteño           | Paraguay  | 2008        |
| Football Club Locarno   | Suiza     | 2008        |
| Club Sol de América     | Paraguay  | 2009        |
| Cerro Porteño           | Paraguay  | 2009 - 2015 |
| Olimpia                 | Paraguay  | 2015 - 2017 |
| General Díaz            | Paraguay  | 2018        |
| Sportivo Luqueño        | Paraguay  | 2019        |

### Entrenador
| Club                                                              | País     | Año               |
| ----------------------------------------------------------------- | -------- | ----------------- |
| General Díaz (Entrenador de Arqueros)                             | Paraguay | 2020              |
| Selección de fútbol de Paraguay (Director de Selecciones Menores) | Paraguay | 2020 - Actualidad |

### Participaciones en Copas nacionales
| Copa               | País     | Resultado        | Partidos | Goles |
| ------------------ | -------- | ---------------- | -------- | ----- |
| Copa Paraguay 2018 | Paraguay | Octavos de final | 0        | 0     |
| Copa Paraguay 2019 | Paraguay | Cuartos de final | 0        | 0     |

## Palmarés
Nacionales
| Título               | Club          | País     | Año    |
| -------------------- | ------------- | -------- | ------ |
| Campeonato Paraguayo | Cerro Porteño | Paraguay | 2004   |
| Campeonato Paraguayo | Cerro Porteño | Paraguay | 2005   |
| Campeonato Paraguayo | Cerro Porteño | Paraguay | 2012-A |
| Campeonato Paraguayo | Cerro Porteño | Paraguay | 2013-C |
| Campeonato Paraguayo | Cerro Porteño | Paraguay | 2015-A |
| Campeonato Paraguayo | Olimpia       | Paraguay | 2015-C |

Internacionales
| Título                                     | País     | Año  |
| ------------------------------------------ | -------- | ---- |
| Medalla de Plata, Olímpicos de Atenas 2004 | Paraguay | 2004 |

### Distinciones individuales
| Distinción                              | Otorgada por                             | Año  |
| --------------------------------------- | ---------------------------------------- | ---- |
| Premios Guaraní - Mejor arquero del año | Canal 2 Red Guaraní                      | 2009 |
| Condecoración especial                  | Presidencia de la República del Paraguay | 2010 |
| Premios Guaraní - Mejor arquero del año | Canal 2 Red Guaraní                      | 2010 |
| Mejor arquero del año                   | APF                                      | 2010 |
| Mejor arquero del año                   | APF                                      | 2015 |